# Medveđa (Despotovac)
Pour les articles homonymes, voir Medveđa (homonymie).
Medveđa (en serbe cyrillique : Медвеђа) est un village de Serbie situé dans la municipalité de Despotovac, district de Pomoravlje. Au recensement de 2011, il comptait 828 habitants.
Medveđa est située sur les bords de la Resava.

## Démographie

### Évolution historique de la population
| 1948  | 1953  | 1961  | 1971  | 1981  | 1991  | 2002 | 2011 |
| ----- | ----- | ----- | ----- | ----- | ----- | ---- | ---- |
| 1 508 | 1 536 | 1 515 | 1 563 | 1 521 | 1 409 | 880  | 828  |

|  |